# Singapore Indoor Stadium
Le Singapore Indoor Stadium (en malais : Stadium Tertutup Singapura, en chinois : 新加坡室内体育馆, et en tamoul : சிங்கப்பூர் உள்விளையாட்டு அரங்கம்) est un palais omnisports situé dans le quartier de Kallang à Singapour. Il accueille principalement l'équipe de basket-ball des Singapore Slingers et régulièrement des concerts et autres évènements. Sa capacité d'accueil est de 12 000 personnes.

## Histoire
La construction de l'édifice débuta officiellement le 1er janvier 1985 pour un budget de 90 millions de dollars et suivant les plans de l'architecte japonais Kenzō Tange. Le stade dispose d'un toit de forme conique et l'antre du stade est libre de piliers.
La construction fut officiellement terminée le 1er mars 1987 mais dut subir une remise à neuf l'année suivante avant de rouvrir au public en juillet 1988. Le bâtiment fut finalement officiellement inauguré par le premier ministre Lee Kuan Yew le 31 décembre 1989.

## Capacités
Le palais omnisports est un espace modulable qui peut recevoir aussi bien des compétitions sportives (jusqu'à 12 000 places) ou des concerts (jusqu'à 7 968 places).

## Évènements

### Sports
- Basket-ball : salle des Singapore Slingers accueillant les matchs de la National Basketball League australienne (2006-2009) puis de l'ASEAN Basketball League (depuis 2009)
- Catch : évènements de catchs organisés par la WWE en 2002 (WWE Raw), 2003 (WWE SmackDown) et 2007 (ECW)
- Jeux asiatiques de la jeunesse de 2009 : cérémonie d'ouverture le 29 juin 2009
- Jeux olympiques de la jeunesse de 2010 : accueille les épreuves de badminton et de tennis de table

### Concerts
1998
- Toni Braxton s'y est produite le 1er avril 1998

2008
- Kylie Minogue s'y est produite le 25 novembre 2008

2009
- Coldplay s'y sont produits le 23 mars 2009

2010
- Muse s'y sont produits le 3 février 2010
- Paramore s'y sont produits le 7 mars 2010

2011
- Super Junior s'y sont produits les 29 et 30 janvier 2011
- Janet Jackson s'y est produite le 7 février 2011
- Taylor Swift s'y est produite le 9 février 2011
- Iron Maiden s'y sont produits le 15 février 2011
- Eagles s'y sont produits le 23 février 2011
- Justin Bieber s'y est produit le 19 avril 2011
- Avril Lavigne s'y est produite le 9 mai 2011
- Show Luo s'y est produite le 14 mai 2011
- Kylie Minogue s'y est produite le 29 juin 2011
- The Cranberries s'y sont produits le 1er août 2011
- James Blunt s'y est produit le 11 août 2011
- Paramore s'y sont produits le 21 août 2011
- Jacky Cheung s'y est produit du 26 au 30 août 2011
- SHINee s'y sont produits le 10 septembre 2011
- Westlife s'y sont produits le 3 octobre 2011
- TVXQ s'y sont produits le 4 décembre 2011
- Girls' Generation s'y sont produites les 9 et 10 décembre 2011

2012
- Super Junior s'y sont produits les 18 et 19 février 2012
- Jessie J s'y est produit le 20 mars 2012
- L'Arc-en-Ciel s'y sont produits le 28 avril 2012
- Lady Gaga s'y est produite à guichets fermés les 28, 29 et 31 mai 2012
- Big Bang s'y sont produits les 28 et 29 septembre 2012
- 2NE1 s'y sont produites le 1er décembre 2012
- SHINee s'y sont produits le 8 décembre 2012

2017
- Britney Spears s'y est produite le 30 juin 2017
- Joker Xue s'y est produite le 17 novembre 2019

### Autres évènements
D'autres types de spectacles et de manifestations culturelles sont également organisées au Singapore Indoor Stadium : opéras, danse, spectacles sur glace, etc.
2004
- 5e récompenses de l'IIFA du 20 au 22 mai 2004

## Transports en commun
Le stade est desservi par la station « Stadium » (CC6) de la Ligne circulaire du métro de Singapour.